# Desa Pinggir (administrativ by i Indonesien, Jawa Timur, lat -7,24, long 112,44)
Desa Pinggir är en administrativ by i Indonesien.   Den ligger i provinsen Jawa Timur, i den västra delen av landet, 600 km öster om huvudstaden Jakarta.